# 충장동
충장동(忠壯洞)은 광주광역시 동구에 위치한 법정동이자 행정동이다. 금융기관 등 각종 상권의 중심이자 예술의 거리가 있다. 광주 동구 충장로가 가장 번성하였던 시기인 70ㆍ80년대를 중심 테마로 2004년 처음 기획된 충장축제는 젊음과 낭만의 거리로 각광 받았다는 점에 착안하여 '추억'을 매개로 한 이색 거리축제이다.

## 유래
충장동의 명칭은 임진왜란 당시 의병장인 충장공 김덕령 장군의 시호를 따서 지어진 것이다. 1998년 4월 27일 소규모동 통폐합으로 동구 관내 중심동인 대금동, 대의동, 충수동, 충금동, 삼성동 5개동을 통합하여 이루어진 동이다.

## 법정동
- 금남로1‧2‧3‧4‧5가(錦南路1‧2‧3‧4‧5街)
- 충장로4가(忠壯路4街): 충장동 행정복지센터 소재지
- 충장로1‧2‧3‧5가(忠壯路1‧2‧3‧5街)
- 궁동(弓洞)
- 대의동(大義洞)
- 대인동(大仁洞)
- 불로동(不老洞)
- 수기동(須奇洞)
- 장동(壯洞)
- 호남동(湖南洞)
- 황금동(黃金洞)

## 교육
- 광주중앙초등학교
- 전남여자고등학교
- 광주제일직업전문학교

## 주거

### 오피스텔
금남로4가
- 천마종합건설 로머스파크 헤리티지 : 2021년 5월 입주예정.

## 교통
- 문화전당역
- 금남로4가역